# اختبار الرقعة
اختبار الرقعة أو اختبار اللاصوق أو اختبار اللطخة (بالإنجليزية: Patch test)‏ هي طريقة تُستخدم لتحديد ما إذا كانت مادة مُعينة تُسبب التهاب تحسسي لجلد المريض. أي شخص يُشتبه بإصابته بالتهاب الجلد الأرجي بالتماس أو التهاب الجلد التأتبي يحتاج لإجراء اختبار الرقعة.
يساعد اختبار اللصقة على تحديد المواد التي قد تسبب رد فعل تحسسي من النوع المتأخر لدى المريض وقد يحدد المواد المسببة للحساسية التي لم يتم تحديدها عن طريق اختبار الدم أو اختبار وخز الجلد. ويهدف إلى إحداث رد فعل تحسسي موضعي على منطقة صغيرة من ظهر المريض، حيث تم زرع المواد الكيميائية المخففة.
والمواد الكيميائية التي تتضمنها مجموعة اختبار الرقعة هي المواد المسببة للحساسية في حوالي 85-90 في المئة من الأكزيما التحسسية التلامسية وتشمل المواد الكيميائية الموجودة في المعادن (مثل النيكل) والمطاط والجلد والفورمالديهايد واللانولين والعطور وأدوات الزينة وصبغات الشعر والأدوية والمواد الصيدلانية والأطعمة والمشروبات والمواد الحافظة وغيرها من المواد المضافة.

## الآلية
يعتمد اختبار الرقعة على مبدأ تفاعل فرط الحساسية من النوع الرابع.
الخطوة الأولى في الإصابة بالحساسية هي التحسس. عندما يتعرض الجلد لمسببات الحساسية، تقوم الخلايا العارضة للمستضد (APCs) - والمعروفة أيضًا باسم خلايا لانغرهانز أو الخلايا الجلدية المتغصنة - ببلعمة المادة وتفكيكها إلى مكونات أصغر وتقديمها على سطحها مرتبطة بجزيئات مركب التوافق النسيجي الرئيسي من النوع الثاني (MHC-II). ثم تنتقل ناقلة الجنود المدرعة بعد ذلك إلى العقدة الليمفاوية، حيث تقدم المادة المسببة للحساسية المعروضة إلى خلية تائية CD4+ أو خلية تائية مساعدة. وتخضع الخلية التائية لتوسع نسلي وتنتقل بعض الخلايا التائية المحسّسة الجديدة المحددة للمستضد إلى موقع التعرض للمستضد.
عندما يتعرض الجلد لمولد الضد مرة أخرى، تتعرف خلايا الذاكرة التائية في الجلد على مولد الضد وتنتج السيتوكينات (إشارات كيميائية)، مما يؤدي إلى هجرة المزيد من الخلايا التائية من الأوعية الدموية. يبدأ هذا سلسلة مناعية معقدة تؤدي إلى التهاب الجلد والحكة والطفح الجلدي النموذجي لالتهاب الجلد التماسي. بشكل عام، يستغرق الأمر من 2 إلى 4 أيام حتى تتطور الاستجابة في اختبار الرقعة. اختبار الرقعة هو مجرد تحريض لالتهاب الجلد التماسي في منطقة صغيرة.

## العملية
يستغرق تطبيق اختبارات الرقعة حوالي نصف ساعة، على الرغم من أن الوقت الإجمالي للموعد في كثير من الأحيان يكون أطول لأن مقدم الخدمة سيأخذ تاريخاً شاملاً. يتم وضع كميات صغيرة من 25 إلى حوالي 150 مادة (مسببات الحساسية) في حجرات بلاستيكية مربعة أو دائرية من الألومنيوم على الجزء العلوي من الظهر. يتم الاحتفاظ بها في مكانها بشريط لاصق خاص مضاد للحساسية. تبقى اللصقات في مكانها دون عائق لمدة 48 ساعة على الأقل. قد تؤدي التمارين القوية أو تمارين الإطالة إلى تعطيل الاختبار. في الموعد الثاني، عادةً بعد 48 ساعة، تتم إزالة اللصقات. في بعض الأحيان يتم وضع رقع إضافية. يتم وضع علامة على الظهر بقلم أسود غير قابل للمحو أو أي علامة أخرى مناسبة لتحديد مواقع الاختبار، ويتم إجراء قراءة أولية. يجب أن تكون هذه العلامات مرئية في الموعد الثالث، عادةً بعد 24-48 ساعة (72-96 ساعة بعد التطبيق). في بعض الحالات، قد تُطلب القراءة بعد 7 أيام، خاصة إذا تم اختبار سلسلة معدنية خاصة.
يمكن تقسيم اختبار البقعة لمستحضرات التجميل ومنتجات العناية بالبشرة إلى مجموعة متنوعة من الفئات المختلفة، بما في ذلك ما يلي:
- اختبار البقعة البشرية المتكرر للإهانة (التحسس والتهيج الأولي)
- اختبار البقعة لمدة 24، 48، 72 ساعة
- اختبار التهيج التراكمي
- اختبار التطبيق المفتوح المتكرر

## تفسير النتائج
سيكمل طبيب الأمراض الجلدية أو أخصائي الحساسية نموذج سجل في الموعدين الثاني والثالث (عادةً ما تكون قراءات 48 و72/96 ساعة). يتم تسجيل النتيجة لكل موقع اختبار. أحد الأنظمة المستخدمة هو كما يلي:
- سلبي (-)
- رد فعل مهيج (IR)
- غير واضح/غير مؤكد (+/-)
- إيجابي ضعيف (+)
- إيجابي قوي (++)
- رد فعل شديد (+++)

تشمل التفاعلات المهيجة الدخنية (طفح جلدي عرقي) والبثور الجرابية والتفاعلات الشبيهة بالحروق. تشير التفاعلات غير المؤكدة إلى منطقة وردية اللون تحت حجرة الاختبار. الإيجابيات الضعيفة هي لويحات وردية أو حمراء مرتفعة قليلاً، وعادةً ما تكون مصحوبة بحويصلات خفيفة. أما الإيجابيات القوية فهي "الحطاطات الحطاطية" وردود الفعل الشديدة هي عبارة عن احمرار منتشر وحكة شديدة وبثور أو تقرحات.
يتم تحديد الملاءمة من خلال التعرض لمسببات الحساسية الإيجابية، ويتم تصنيفها على أنها مؤكدة أو محتملة أو محتملة أو محتملة أو سابقة أو غير معروفة. ولكي يكون لمسبب الحساسية صلة مؤكدة، يجب أن يكون المنتج الذي تعرض له المريض إيجابيًا بالإضافة إلى مسبب الحساسية الذي تم اختباره. يمكن استخدام كلمة "محتمل" لوصف مكون إيجابي للحساسية موجود في منتج يستخدمه المريض (على سبيل المثال، مادة الكواتيرنيوم-15 المدرجة في كريم مرطب يستخدم في أماكن التهاب الجلد). يتطلب تفسير النتائج خبرة وتدريب كبيرين. قد لا يفسر اختبار الرقعة الإيجابي المشكلة الجلدية الحالية، لأن الاختبار يشير فقط إلى أن الفرد أصبح حساساً أثناء مواجهته لتلك المادة الكيميائية في مرحلة ما من حياته. لذلك، يجب إثبات الملاءمة من خلال تحديد العلاقة السببية بين الاختبار الإيجابي والإكزيما. سيحدث تأكيد الملاءمة بعد أن يتجنب المريض التعرض للمادة الكيميائية وبعد أن يلاحظ أن التحسن أو زوال التهاب الجلد لديه مرتبط مباشرة بهذا التجنب. تحدث هذه النتيجة عادةً في غضون أربعة إلى ستة أسابيع بعد التوقف عن التعرض للمادة الكيميائية.
إذا كانت جميع اختبارات الرقعة سلبية، فمن المحتمل ألا يكون رد الفعل التحسسي ناتجًا عن رد فعل تحسسي تجاه المادة الملامسة. ومع ذلك، من الممكن أن يكون المريض لم يتم اختباره بحثاً عن مواد كيميائية أخرى يمكن أن تنتج تفاعلات تحسسية في حالات نادرة. إذا كانت الشكوك عالية على الرغم من سلبية اختبار الرقعة، فقد تكون هناك حاجة إلى مزيد من الفحوصات.

## مسببات الحساسية الشائعة
كانت أعلى مسببات الحساسية في الفترة 2005-2006 هي: كبريتات النيكل (19.0٪)، وميروكسيلون بيريرا (بلسم بيرو، 11.9٪)، ومزيج العطر 1 (11.5٪)، والرباعي كواتيرنيوم - 15 (10.3٪)، والنيوميسين (10.0٪)، والباسيتراسين، 9.2٪، والفورمالديهايد (9.0٪)، وكلوريد الكوبالت (8. 4٪)، وميثيلديبروموغلوتارونيتريل/فينوكسي إيثانول (5.8٪)، وفينيلينديامين (5.0٪)، وثنائي كرومات البوتاسيوم (4.8٪)، ومزيج الكربا (3.9٪)، ومزيج الثيورام (3.9٪)، وديازوليدينيل يوريا (3.7٪)، و2-برومو-2-نيتروبروبان-1,3-ديول (3.4٪).
أكثر مسببات الحساسية المسجلة في العديد من الدراسات البحثية حول العالم هو النيكل. تنتشر حساسية النيكل بشكل أكبر لدى الشابات وترتبط بشكل خاص بثقب الأذن أو أي ساعة أو حزام أو سحاب أو مجوهرات تحتوي على النيكل. تم مسح مسببات الحساسية الشائعة الأخرى في أمريكا الشمالية من قبل مجموعة التهاب الجلد التماسي في أمريكا الشمالية (NACDG).

## حساسية الطعام
قد يقوم أطباء الأمراض الجلدية بإحالة المريض الذي يشتبه في إصابته بحساسية الطعام لاختبار الرقعة. قد تتداخل أو لا تتداخل الأطعمة التي تم تحديدها عن طريق اختبار الدم أو اختبار وخز الجلد مع الأطعمة التي تم تحديدها عن طريق اختبار الرقعة.
يمكن لبعض المضافات الغذائية والمنكهات أن تسبب تفاعلات تحسسية حول الفم وداخله، وحول فتحة الشرج والفرج مع خروج المواد المسببة للحساسية من الجسم أو تسبب طفحاً جلدياً واسع الانتشار على الجلد. قد تتفاقم مسببات الحساسية مثل النيكل أو بلسم بيرو أو البارابين أو بنزوات الصوديوم أو سينامالديهيد أو تسبب طفحاً جلدياً.
تتسبب الأطعمة التي تسبب الشرى أو الحساسية المفرطة (مثل الفول السوداني) في حدوث تفاعل فرط الحساسية من النوع الأول حيث يتم التعرف على جزء من جزيء الطعام مباشرة بواسطة خلايا قريبة من الجلد، تسمى الخلايا البدينة. تحتوي الخلايا البدينة على أجسام مضادة على سطحها تسمى الغلوبولين المناعي E (IgE). تعمل هذه الخلايا كمستقبلات، وإذا تعرفت على مسببات الحساسية، فإنها تطلق محتوياتها، مما يسبب رد فعل تحسسي فوري. تكون التفاعلات من النوع الأول مثل الحساسية المفرطة فورية ولا تستغرق من يومين إلى 4 أيام لتظهر.
في دراسة أُجريت على المرضى الذين يعانون من الشرى المزمن الذين خضعوا لاختبار الرقعة، توقف ظهور الشرى لدى أولئك الذين وجدوا أن لديهم حساسية وتجنبوا كل اتصال مع مسببات الحساسية، بما في ذلك تناول الطعام. أما أولئك الذين بدأوا في تناول مسببات الحساسية مرة أخرى فقد عاودت الإصابة بالشرى.

## روابط خارجية
- Patch tests في المكتبة الوطنية الأمريكية للطب نظام فهرسة المواضيع الطبية (MeSH).